# Palazzo Calloni
Palazzo Calloni è un edificio sito in via Mantegazza a Monza.

## Storia e descrizione
L'edificio risale alla prima metà del XIX secolo, non si conosce la data esatta, ma il sito dei Beni Culturali della Lombardia afferma che la sua edificazione è antecedente al 1842.
L'edificio ha una pianta a U, con un corpo centrale piuttosto piccolo rispetto alle due ali laterali. La corte d'onore è chiusa da una cancellata che rilega le due ali laterali. L'entrata principale del palazzo era nel corpo centrale, situata sotto il portico a tre arcate. Le due ali laterali, più lunghe terminano con un balcone che si affaccia sulla via Mantegazza. Un cornicione marcapiano corre lungo tutta la facciata, separando il piano terra dal primo piano.
La casa fa parte dei Beni Culturali della Lombardia, dove è citata con il nome di "Casa Calloni". Di fronte al palazzo si può ammirare Palazzo Ranzini, un edificio liberty anch'esso elencato nei Beni Culturali della Lombardia.